# Tripoli (Iowa)
Tripoli és una població dels Estats Units a l'estat d'Iowa. Segons el cens del 2000 tenia 1.310 habitants.

## Demografia
Segons el cens del 2000, Tripoli tenia 1.310 habitants, 537 habitatges, i 361 famílies. La densitat de població era de 361,3 habitants/km².
Dels 537 habitatges en un 31,5% hi vivien nens de menys de 18 anys, en un 53,6% hi vivien parelles casades, en un 8,6% dones solteres, i en un 32,6% no eren unitats familiars. En el 30,5% dels habitatges hi vivien persones soles el 17,1% de les quals corresponia a persones de 65 anys o més que vivien soles. El nombre mitjà de persones vivint en cada habitatge era de 2,38 i el nombre mitjà de persones que vivien en cada família era de 2,96.
Per edats la població es repartia de la següent manera: un 27,1% tenia menys de 18 anys, un 6,5% entre 18 i 24, un 25,6% entre 25 i 44, un 20,5% de 45 a 60 i un 20,3% 65 anys o més.
L'edat mediana era de 39 anys. Per cada 100 dones de 18 o més anys hi havia 84 homes.
La renda mediana per habitatge era de 34.444 $ i la renda mediana per família de 42.647 $. Els homes tenien una renda mediana de 30.764 $ mentre que les dones 22.353 $. La renda per capita de la població era de 16.882 $. Entorn del 7,3% de les famílies i el 9,6% de la població estaven per davall del llindar de pobresa.

## Poblacions més properes
El següent diagrama mostra les poblacions més properes.